# Lampranthus walgateae
Lampranthus walgateae är en isörtsväxtart som beskrevs av L. Bol. Lampranthus walgateae ingår i släktet Lampranthus och familjen isörtsväxter. Inga underarter finns listade i Catalogue of Life.